# Randy Holt
Stewart Randall „Randy“ Holt (* 15. Januar 1953 in Pembroke, Ontario) ist ein ehemaliger kanadischer Eishockeyspieler, der im Verlauf seiner aktiven Karriere zwischen 1970 und 1984 unter anderem 416 Spiele für die Chicago Black Hawks, Cleveland Barons, Vancouver Canucks, Los Angeles Kings, Calgary Flames, Washington Capitals und Philadelphia Flyers in der National Hockey League (NHL) auf der Position des Verteidigers bestritten hat. Holt, der den Spielertyp des Enforcers verkörperte, hält mit 67 erhaltenen Strafminuten in einer Partie einen seit März 1979 gültigen NHL-Rekord. Sein älterer Bruder Gary war als Eishockeyspieler ebenfalls in der NHL aktiv.

## Karriere
Holt verbrachte seine Juniorenzeit zunächst zwischen 1970 und 1972 bei den Niagara Falls Flyers in der Ontario Hockey Association (OHA), nachdem er die Saison 1970/71 bei den Sudbury Cub-Wolves in der Northern Ontario Junior Hockey League (NOJHL) begonnen hatte. Zur Spielzeit 1972/73 wechselte der Verteidiger innerhalb der OHA zu den Sudbury Wolves, wo er das Spieljahr als Mannschaftskapitän absolvierte. Mit 49 Scorerpunkten in 55 Saisonspielen konnte er dabei seiner harten Spielweise als Enforcer ein weiteres Element hinzufügen. Da Holts Qualitäten zu dieser Zeit sehr gefragt waren, wurde er sowohl im NHL Amateur Draft 1973 in der dritten Runde an 45. Stelle von den Chicago Black Hawks als auch im WHA Amateur Draft 1973 in der vierten Runde an 41. Position von den New England Whalers aus der zu dieser Zeit mit der NHL in Konkurrenz stehenden World Hockey Association (WHA) ausgewählt.
Der 20-Jährige nach dem Ausscheiden aus dem Juniorenalter daraufhin von den Chicago Black Hawks unter Vertrag genommen und umgehend zu deren Farmteam, den Dallas Black Hawks, aus der Central Hockey League (CHL) geschickt. Dort schaffte es der Abwehrspieler am Saisonende ins All-Rookie Team der Liga und feierte zudem mit den Dallas Black Hawks den Gewinn des Adams Cup. Auch in den folgenden drei Jahren gehörte Holt hauptsächlich zum Kader der Dallas Black Hawks, bekam aber auch immer wieder Einsätze bei den Chicago Black Hawks in der NHL. Insgesamt lief er bis November 1973 42-mal für Chicago auf, ehe er im Tausch für Reg Kerr zu den Cleveland Barons transferiert wurde. Dort schaffte es der Kanadier, sich erstmals in der NHL zu behaupten und gehörte somit bis zum Ende der Saison 1977/78 dem Stammkader der Barons ein. Da diese den Spielbetrieb nach dem Saisonschluss einstellten, sicherten sich die Vancouver Canucks im NHL Dispersal Draft 1978 die Dienste des Defensivspielers.
In Vancouver wurde Holt jedoch nicht heimisch und nach nur 22 Einsätzen kurz vor dem Jahreswechsel 1978/79 im Tausch für Don Kozak an die Los Angeles Kings abgaben. Diese erhofften sich durch die Verpflichtung eine Verstärkung für die Defensive. Als Teil der Los Angeles Kings gelang es ihm dabei am 11. März 1979 in der Partie bei den Philadelphia Flyers mit 67 Strafminuten, die sich durch neun individuelle Strafen zusammensetzten, einen NHL-Rekord aufzustellen. Dennoch endete seine Zeit bei den Kaliforniern bereits im Sommer 1980, als er gemeinsam mit Bert Wilson an die Calgary Flames abgegeben wurde. Los Angeles erhielt als Kompensation Garry Unger. Bei den Flames wurde Holt jedoch auch nicht heimisch und so erfolgte im November 1981 ein abermaliger Transfer, als er mit Bobby Gould zu den Washington Capitals wechselte, die dafür wiederum Pat Ribble und ein Zweitrunden-Wahlrecht im NHL Entry Draft 1983 nach Calgary. Holts letzte Station waren schließlich in der Saison 1983/84 die Philadelphia Flyers, die ihn vor Saisonbeginn als Free Agent unter Vertrag genommen hatten. Nach 26 Einsätzen in der Spielzeit beendete der 31-Jährige anschließend seine Karriere, in der er in 416 NHL-Spielen 1.521 Strafminuten gesammelt hatte.

## Erfolge und Auszeichnungen
- 1974 Adams-Cup-Gewinn mit den Dallas Black Hawks
- 1974 CHL All-Rookie Team
- 1976 CHL First All-Star Team

## NHL-Rekorde
- Meiste Strafminuten in einem Spiel (67; 11. März 1979)

## Karrierestatistik
(Legende zur Spielerstatistik: Sp oder GP = absolvierte Spiele; T oder G = erzielte Tore; V oder A = erzielte Assists; Pkt oder Pts = erzielte Scorerpunkte; SM oder PIM = erhaltene Strafminuten; +/− = Plus/Minus-Bilanz; PP = erzielte Überzahltore; SH = erzielte Unterzahltore; GW = erzielte Siegtore; 1 Play-downs/Relegation; Kursiv: Statistik nicht vollständig)